# アニおび (J:COM)
アニおびは、J:COMテレビで2018年4月より毎週月曜日から金曜日の22:30から23:00に放送されている番組枠の1つである。平日の番組は2019年の7月からは23:30からに変更し、2020年の4月からは26:00からに変更し、同年10月からは1時間繰り上げて25:00からに変更し、土曜日を含めて6日間となる。

## 概要
放送内容は、原則的に新作のUHFアニメが放送されるが、地上波ではTOKYO MXでのみ放送される作品や、地上波の一部地域における、実質再放送の作品を放送することもある。

## 放送作品

### 2018年 4月 - 6月
- 月『実験品家族 -クリーチャーズ・ファミリー・デイズ-』
- 火『Cutie Honey Universe』
- 水『アニメガタリズ』（2017年10月 - 12月）
- 木『一人之下』第2期（2018年1月 - 6月）※第13話から放送。
- 金『三ツ星カラーズ』（2018年1月 - 3月）

### 2018年 7月 - 9月
- 月『ヤマノススメ サードシーズン』
  - 『OneRoom』第1・2期（2017年1月 - 3月（第1期））
  - 『あにトレ!EX』第1期（2015年10月 - 12月）
- 火『櫻子さんの足下には死体が埋まっている』（2015年10月 - 12月）
- 水『小野下野のどこでもクエスト』※バラエティ番組。
- 木『ハルチカ～ハルタとチカは青春する～』（2016年1月 - 3月）
- 金『鬼平』（2017年1月 - 4月）

### 2018年 10月 - 12月
- 月『ガイコツ書店員 本田さん』[1]
  - 『ひもてはうす』
- 火『宇宙戦艦ティラミスI・II』（2018年4月 - 6月（第1期））
- 水『異世界居酒屋〜古都アイテーリアの居酒屋のぶ〜』（2018年4月 - 9月）※前半のみ放送。
- 木『オーバーロード』（2015年7月 - 9月）
- 金『ソラとウミのアイダ』

### 2019年 1月 - 3月
- 月『BanG Dream!』（2017年1月 - 4月）
- 火『上野さんは不器用』
  - 『マリアナフレンズ』
- 水『エガオノダイカ』
- 木『Dimensionハイスクール』
- 金『SHOW BY ROCK!!』（2015年4月 - 6月）

### 2019年 4月 - 6月
- 月『SHOW BY ROCK!!#』（2016年10月 - 12月）
- 火『アオハライド』（2014年7月 - 9月）
- 水『からかい上手の高木さん』（2018年1月 - 3月）
- 木『URAHARA』（2017年10月 - 12月）
- 金『なむあみだ仏っ!-蓮台 UTENA-』
- 土『3丁目のタマ うちのタマ知りませんか?』（1993年7月 - 1994年9月）※2クール[2]※午前8:00
- 日『仙女さまと白茶』※午前8:15

### 2019年 7月 - 9月
- 月『エースをねらえ!』（1973年10月 - 1974年3月）※2クール[3]
- 火『甘々と稲妻』（2016年7月 - 9月）[4]
- 水『からかい上手の高木さん2』
- 木『ALL OUT!!』（2016年10月 - 2017年3月）
- 金『魔王様、リトライ!』
- 土『うちの娘の為ならば、俺はもしかしたら魔王も倒せるかもしれない。』※深夜25:00
- 日『文豪ストレイドッグス』（2016年4月 - 6月）※深夜25:00

### 2019年 10月 - 12月
- 火『スタンドマイヒーローズ PIECE OF TRUTH』
- 水『DOUBLE DECKER! ダグ&キリル』（2018年9月 - 12月）
- 金『ハイスクール・フリート』（2016年4月 - 6月）
- 土『怪盗ジョーカー』シーズン1（2014年10月 - 2015年1月）※午前8:00
  - 『灼眼のシャナ』（2005年10月 - 2006年3月）※2クール ※深夜25:00
- 日『アストロロロジー ～おかしな12星座うらない～』※午前8:00⇒午前8:15
  - 『【三上哲・天﨑滉平「ダブデカ」スペシャル対談】』※午前8:15及びミニ番組。
  - 『終わりのセラフ』（2015年4月 - 6月）※深夜25:00

### 2020年 1月 - 3月
- 月『星界の紋章』HDリマスター版（1999年1月 - 3月）
- 火『ARP Backstage Pass』
- 水『虚構推理』
- 木『ガンダムビルドダイバーズRe:RISE』（2019年10月 - 12月）
- 金『7SEEDS』（2019年6月 - ）
- 土『怪盗ジョーカー』シーズン2（2015年4月 - 2015年6月）※午前8:00
- 日『終わりのセラフ - 名古屋決戦編』（2015年10月 - 12月）※深夜25:00

### 2020年 4月 - 6月
- 月『乙女ゲームの破滅フラグしかない悪役令嬢に転生してしまった…』
- 火『アルテ』
- 水『ムヒョとロージーの魔法律相談事務所』（2018年8月 - 10月）
- 木『八男って、それはないでしょう!』
- 金『祐＆勇のドラ★スク』※バラエティ番組。
- 土『怪盗ジョーカー』シーズン3（2016年4月 - 2016年6月）※午前7:30
  - 『アサティール 未来の昔ばなし』※午前8:00

### 2020年 7月 - 9月
- 月『オーバーロードII』（2018年1月 - 4月）
- 火『青春ブタ野郎はバニーガール先輩の夢を見ない』（2018年10月 - 12月）
- 水『ムヒョとロージーの魔法律相談事務所』第2期
- 木『灼眼のシャナII（Second）』（2007年10月 - 2008年3月）※2クール[2]
- 金『VART 声優たちの新たな挑戦』※バラエティ番組[5]。
- 土『怪盗ジョーカー』シーズン4（2016年10月 - 2016年12月）※午前7:30

### 2020年 10月 - 12月
- 月『秘密結社 鷹の爪 ～ ゴールデン・スペル～』
- 火『アクダマドライブ』
- 水『神達に拾われた男』
- 金『小野下野のどこでもクエスト』[6]※バラエティ番組。
- 土『トミカハイパーレスキュードライブヘッド ～機動救急警察～』（2017年4月 - 12月）[7]※午前7:30
  - 『トミカ絆合体 アースグランナー』[8]※午前8:00